# 山本北山

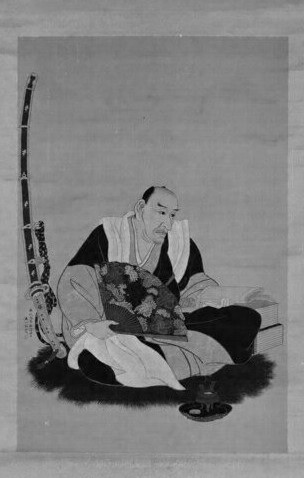
伝山本北山像

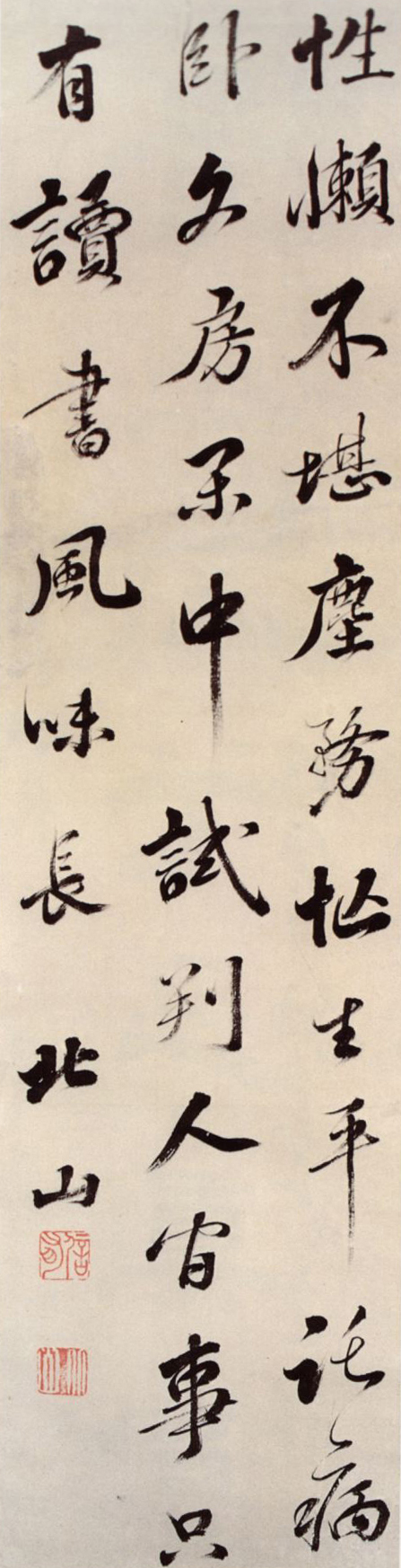
七言絶句三行行書「性懶不堪塵務忙」

山本 北山（やまもと ほくざん、宝暦2年（1752年） - 文化9年5月18日（1812年6月26日））は、江戸時代中期の儒学者（折衷学派）である。
名は信有、字を天禧、通称 喜六、憙六、北山は号、別号に孝経楼主人、学半堂逸士、奚疑翁、竹堤隠逸などがある。

## 経歴
北山は江戸の裕福な武家の家庭に育った。幼少より文学を好み、また鋭敏で自尊心の強い性分であった。父を早くに亡くし、母ひとりによって愛情深く育てられる。江戸小石川の白山 本念寺の近くに居住していた。
はじめに山崎桃渓に素読を学び、その後15歳にして経学を学んだ。これは井上金峨による折衷学を 躋寿館において聴講したものと推考される。北山は講義を受ければ難解な教義であってもたちまち理解してしまったという。その後、訓詁学、性理学、伊藤仁斎の古義学、荻生徂徠の古文辞学などを独学で修める。資産家であったため、稀覯書も含めて書棚いっぱいに本を購入した。23歳のとき『孝経集覧』2巻を著して江戸で有名となる。このころ書斎を孝経楼と名付けている。
北山は秀でた才能を持つと同時に直情型の激しい気性であり、自ら「儒中の侠」と称しているように義に篤く、男気が強く、ときに社会の不正に対して義憤に駆られることがあった。徂徠の古文辞学を厳しく排撃した一人として知られる。また寛政異学の禁に強く反対し、亀田鵬斎、市川鶴鳴、冢田大峯、豊島豊洲らとともに五鬼とされた。天明の大飢饉では有志を募って救民の救済運動を起そうとした。
師には就かず、独学で自らの学問を為した。また仕官は卑職であるとして生涯にわたって一度も職に就くことは無かったが、久保田藩主 佐竹義和や高田藩主 榊原政令の依頼を受けて藩政に有益な助言や指導を行ない、大きな成果を挙げていたことが伝わっている。
百家の書を渉猟し大変な博学であり、儒学以外に天文や兵法、医学、道家思想などを究めた。私塾 奚疑塾（けいぎじゅく）を開き、門人は数百人にも及んだ。しかし、太田錦城などの一部の門弟は北山の自信過剰が横暴に感じられ、リーダーの資質でないと厳しく批判している。
詩社 竹堤吟社を結び、清新性霊派の詩人を育てたことでも知られる。
妻は今川緗桃といい、一人息子の山本緑陰が跡を継いだ。緑陰の子に儒者を継いだ山本学半、儒家でありながら酒井抱一の弟子でもあった山本素堂、画家となった緑陰の娘山本翠雲、更に素堂の子には絵師となった山本光一、酒井道一がいる。
享年61。東京都文京区の本念寺に墓がある。墓碑銘に「述古山本先生墓碑」と諡号が刻まれ、親友の亀田鵬斎が碑銘している。

## 学風・詩風
北山は井上金峨の折衷学に啓発され、その後独自の学問を樹立した。自らその学を孔子学と称し、孝経こそ孔子の真意を伝える唯一の経書と位置づけ最重要視した。
詩文においては、服部南郭らの古文辞格調派が宗とする李攀竜や王世貞など『唐詩選』に代表される詩風を擬唐詩として斥け、亀田鵬斎、皆川淇園とともに激しく批判した。替わりに明の袁宏道らの公安派を理想とし、清新で叙情的な宋詩こそ詩人自らの個性を表現しえる最適な漢詩スタイルであると主張した。この主張の影響は大きく、以降、唐詩が退潮していき宋詩が隆盛となっていく。北山自身は詩人としての才能に恵まれていなかったが、彼の詩論は性霊説と称され、市河寛斎や大窪詩仏、菊池五山、中井薫堂ら、清新性霊派に受け継がれ発展していくことになる。
また文においては韓愈や柳宗元を尊び、名文家として知られた。

## 門弟

### 北山門十哲
- 太田錦城
- 梁川星巌
- 小川泰山
- 山中天水
- 朝川善庵
- 宮本篁村
- 宮本茶村
- 大窪詩仏
- 柏木如亭
- 雨森牛南

### その他の門弟
- 山本緑陰
- 近藤重蔵
- 原念斎
- 蒲生君平
- 小笠原冠山
- 太田全斎
- 柴山老山
- 大島無害

## 主な著作
- 『孝経集覧』
- 『孝経楼漫筆』
- 『北山先生大学説』
- 『北山先生論語説』
- 『北山先生中庸説』
- 『北山先生孟子説』
- 『古文尚書勤王師』
- 『三余漫筆』
- 『経義揶説』
- 『勧学治体』
- 『師藻行潦』
- 『文用例証』

- 『作文志彀』
- 『作詩志彀』
- 『孝経楼詩話』